# Schloss Vippach
Das Schloss Vippach, das dem Ort Schloßvippach in Thüringen seinen Namen gab, entstand aus einer mittelalterlichen Wasserburg. Es wurde 1948 auf der Grundlage des Befehls 209 der Sowjetischen Militäradministration abgerissen.

## Geschichte
Vippach und Umgebung gehörten im Hochmittelalter zum fränkischen Ostergau (Ostgau). Die erste Burg dürfte um 1050 gebaut worden sein. Seit 1095 wurden urkundlich Adlige im Ort erwähnt. 1295 gab es einen Hermann von Vippach. Die Herren von Vippach führten ein schachbrettförmiges, weiß- und rotgefärbtes Würfelfries im Wappen. Deren Wasserburg wurde im Grafenkrieg, den der thüringische Adel gegen den wettinischen Landesherrn führte, 1345 zerstört. 1347 mussten die Herren von Vippach ihre Unabhängigkeit aufgeben und wurden Lehnsleute der Landgrafen von Thüringen. Aus finanziellen Gründen verkaufte Otto von Vippach 1387 die Burg und ein Drittel des Dorfes an die Stadt Erfurt. Er wurde städtischer Schlosshauptmann, bis er 1389 in seinen benachbarten Besitz Markvippach in ein neues Schloss zog. Der nächste Schlosskommandant war Siegfried von Kesselborn, gefolgt von einer Reihe anderer adliger Kommandanten. 
Die Stadt Erfurt wollte mit der Burg Vippach ihren territorialen Besitz nach Nordosten hin sichern und baute sie zu einer der stärksten Wasserburgen aus. Diese wurde zu einer ummauerten, unregelmäßig viereckigen Anlage mit Türmen an den Ecken und einem Bergfried noch aus dem 14. Jahrhundert. Mitten im Hof entstand 1404 die Kemnate, ein Wohnturm, der auch letzte Zuflucht im Verteidigungsfall sein sollte. Der Anblick der wehrhaften Feste soll so eindrucksvoll gewesen sein, dass Vippach auch den Beinamen „Löwen-Vippach“ erhielt. 1483 lösten Amtmänner für das Amt Vippach die Schlosshauptleute ab. Um 1500 wurde das Amtshaus als Torgebäude im Stil der Renaissance errichtet, danach ein Brauhaus und ein Brauhaus-Brunnen. 1590 erhielten alle Gebäude Ziegeldächer. Anfang des 17. Jahrhunderts war unter Reduzierung der Wehranlagen ein Gutshof mit einem fast neuen Schloss entstanden.
1622, während des Dreißigjährigen Krieges, brach Herzog Friedrich von Altenburg (der „Fritz mit den leeren Taschen“) in das Erfurter Land ein und nahm sein Hauptquartier im Schloss Vippach, während seine Söldner die Erfurter Dörfer plünderten. Bei seinem Abzug 1623 ließ er ein verwüstetes Schloss zurück. Es folgte der Ausbruch einer Pestseuche und in den 1630er und 1640er Jahren weitere Besetzungen durch verschiedene Truppen. 1646 soll die Anlage einen ruinenhaften Eindruck gemacht haben. 1647 zog das Heer des schwedischen Generals Wrangel durch das Land und bediente sich. Wie die Stadt Erfurt wurden ihre Dörfer, also auch Vippach, 1664 gewaltsam durch Kurmainz unterworfen und in dessen Besitz eingegliedert. Die Huldigung der Bürger von Schloßvippach für den neuen Landesherrn fand auf dem Schlosshof statt. 
1700 beseitigte man die vier Ecktürme, baute neue Verwaltungsgebäude für das Amt Vippach und intensivierte den Gutsbetrieb. 1701 verlieh der Erzbischof Ländereien des Schlossguts „erbstandsweise“ an 30 Untertanen. Diese Gemeinschaft hielt sich bis 1862. 1815 wurde das Amt Vippach dem Großherzogtum Sachsen-Weimar-Eisenach zugeschlagen. Nun erhielt die Schlossanlage in etwa die Gestaltung, die sie bis zum Abriss 1948 aufwies. 1828 wurde die Kemnate, der frühere Wohnturm abgetragen. Nachdem das Rentamt nach Großrudestedt gewechselt war, kam das Schloss mit seinen großen Ländereien in Privatbesitz der Familie Collenbusch. Diese betrieb als „Schlossgutsbesitzer“ das Ganze als Wirtschaftsgut. 1945 wurde die Familie unter sowjetischer Besatzung entschädigungslos enteignet und ausgewiesen, sie ging nach Westdeutschland. Das Schloss hatte Heimatvertriebene aus den Ostgebieten aufgenommen, 1948 waren es fast 100 Bewohner.

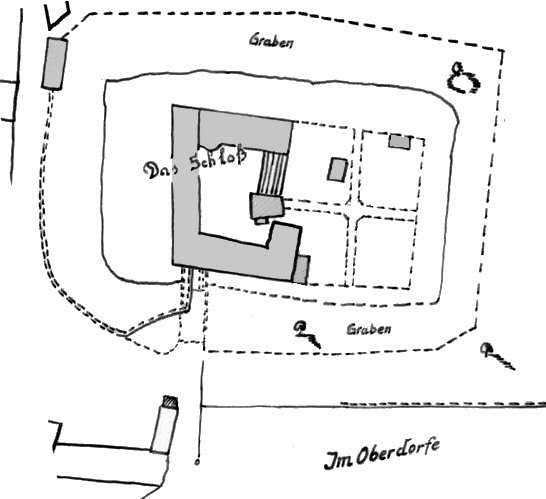
Lageplan von Schloss Vippach
- Schloss Vippach 1815, von Süden
- Schloss Vippach 1908
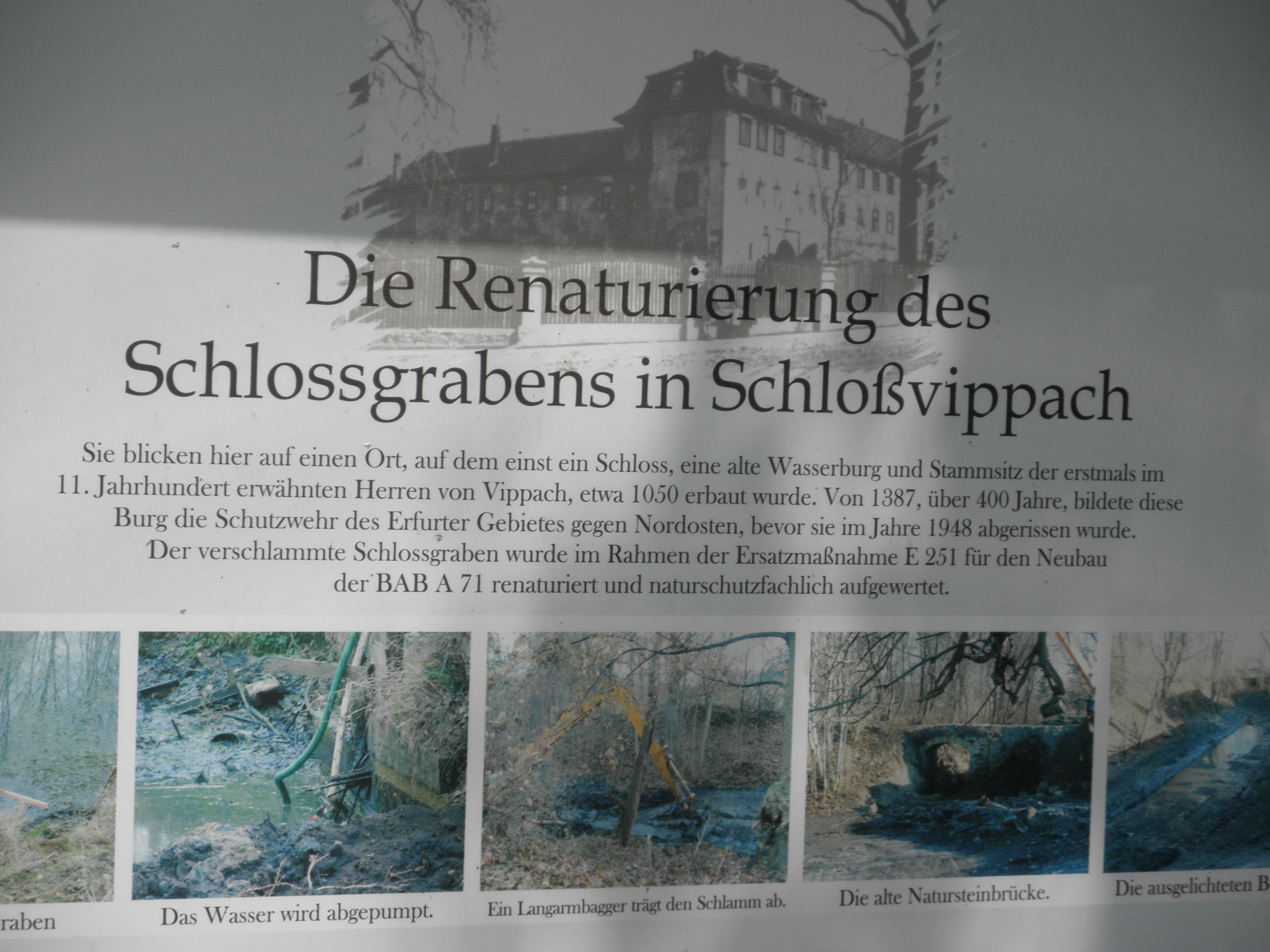
Renaturierung von Schlossgraben und -insel in Schloßvippach

## Der Abriss des Schlosses
Mit Datum 15. April 1948 ging bei der Gemeinde Schloßvippach ein Schreiben folgenden Wortlauts vom Kreisrat Weimar ein: „Gemäß Befehl 209 (der Sowjetischen Militäradministration in Deutschland) wird hiermit die Genehmigung zum Abbruch nachstehend bezeichneten Gebäudes erteilt: 1 Herrenhaus. Die anfallenden Materialien sind für die Erstellung von Neubauerngehöften zu verwenden.“ Als Argument für den Abbruch wurde auch „die gute Bausubstanz“ genannt. Am 15. Mai wurde mit den Abrissarbeiten begonnen, „an denen sich jeder Einwohner beteiligen mußte“. „Beim Abriss selbst mußte aus jedem Haushalt unseres Ortes eine Person tätig sein. Steine, Treppen, Balken und sonstiges Material wurde an die Einwohner vergeben.“ Die Aufforderungen an die Bewohner hatten z. B. folgenden Wortlaut: „Sie werden hiermit aufgefordert, sich am Montag, dem 31. Mai 1948 früh 7.00 Uhr auf dem Schlosshof bei Herrn K. zu Handlangerarbeiten zu melden, laut Befehl Nr. 209 der SMA. Nichtbefolgung wird im Zuge dieser Anordnung bestraft. gez. Der Bürgermeister“. Es wurden Anwesenheitslisten geführt, die Männer und Frauen erhielten Nummern (bis 289). Außer den Bürgern von Schloßvippach selber wurden zum Abriss an Wochenenden auch ganze Betriebsbelegschaften herangezogen, so von einem Reichsbahn-Ausbesserungswerk. Am Schluss wurde 1948 der Bergfried gesprengt. Die Bücher aus der Schloss-Bibliothek wurden teils vernichtet, teils der Altstoffsammlung zugeführt.

## Das Schlossgelände nach dem Abriss
Das im Osten von Schloßvippach gelegene Gelände wurde zu einer Müllkippe, die Gewölbe mit Unrat gefüllt. Die Schlossinsel überwucherte mit einem Wildwuchs von Bäumen und Sträuchern, der Schlossgraben verschlammte. Nach dem Jahr 2000 wurden als Ausgleichsmaßnahme zum Bau der benachbarten Bundesautobahn 71 aufwendige Arbeiten auf dem Gelände durchgeführt: Beseitigung von Müll und Gesträuch, eine Renaturierung des Schlossgrabens mit Entfernung von 5000 Kubikmetern Schlamm und Wiederherstellung des Grabens mit einer durchgehenden Wasserfläche, Erneuerung der Schlossbrücke und bauliche Sicherung der Schlossmauer-Reste. Die Schlosswiese soll mit neuen Bäumen aufgeforstet werden.